# Handels- und Privatbank
Die Handels- und Privatbank war ein deutsches Kreditinstitut.

## Geschichte
Die Bank wurde als Bank für Landwirtschaft AG 1923 Jahren in Berlin durch eine Fusion der Bank für Landwirtschaft und der Kaliwerke Ummendorf-Eilsleben gegründet. Schwerpunkt der Geschäftstätigkeit war das Bankgeschäft mit 36 Filialen, vor allem in Brandenburg.
1935 übernahm die Bank die Deutsche Bauernbank in Berlin, 1939 die Kölner Handelsbank AG.
Nach dem Zweiten Weltkrieg und dem Verlust der ostdeutschen Filialen erfolgte 1951 (andere Quelle: 1950) die Gründung der Westdeutschen Bank für Landwirtschaft AG in Köln, die sowohl Vermögen als auch Verbindlichkeiten der Bank für Landwirtschaft für das Gebiet der Bundesrepublik übernahm und eng mit der Landwirtschaftlichen Rentenbank zusammenarbeitete. Später wurde eine Rückfirmierung in Bank für Landwirtschaft AG vorgenommen.
Eine Expansion durch den Zukauf diverser Kreditinstitute, zum Beispiel der Getreidekreditbank in Hamburg 1961 und 1963 die Kreditbank für Gartenbau und Landwirtschaft, ließ das Unternehmen in den 50er und 60er Jahren wachsen. Im Jahre 1970 erfolgte eine Umfirmierung in Handels- und Privatbank AG (HP-Bank) und die Ausrichtung auf mittelständisches Firmenkunden. Die HP-Bank hatte ihre Zentrale in Köln und betrieb 16 Niederlassungen in Köln, Berlin, Hamburg, Münster, Düsseldorf, Mönchengladbach, Bonn und Frankfurt.
1981 kaufte die AMRO Bank N.V. Amsterdam-Rotterdam die Aktienmehrheit von der Landwirtschaftlichen Rentenbank, Frankfurt am Main, die zuvor 25 % an die Vereins- und Westbank abgegeben hatte. 1986 erfolgte eine erneute Umfirmierung in Amro Handelsbank AG, die später in der ABN AMRO Bank aufging.